# Agonostomus
Agonostomus – rodzaj ryb mugilokształtnych z rodziny mugilowatych (Mugilidae).

## Klasyfikacja
Gatunki zaliczane do tego rodzaju:
- Agonostomus catalai
- Agonostomus monticola
- Agonostomus telfairii